# Big Jake
Big Jake is een Amerikaanse western uit 1971, geregisseerd door George Sherman met in de hoofdrollen John Wayne, Richard Boone, Maureen O'Hara, Patrick Wayne, Christopher Mitchum en Héctor Veira.

## Verhaal
Een gevaarlijke groep gangsters onder leiding van John Fain hebben een ranch overvallen en daarbij Little Jake ontvoerd. Voor zijn vrijlating, eisen de criminelen 1 miljoen dollar. Big Jake (John Wayne) is de enige man die slim genoeg is om de criminelen om de tuin de leiden en Little Jake terug te halen.

## Cast
| Acteur              | Personage                      |
| ------------------- | ------------------------------ |
| John Wayne          | Jacob McCandles                |
| Richard Boone       | John Fain                      |
| Maureen O'Hara      | Martha McCandles               |
| Patrick Wayne       | James McCandles                |
| Christopher Mitchum | Michael McCandles              |
| Bruce Cabot         | Sam Sharpnose                  |
| Bobby Vinton        | Jeff McCandles                 |
| Glenn Corbett       | O'Brien                        |
| John Doucette       | Texas Ranger Capt. Buck Duggan |
| John Agar           | Bert Ryan                      |
| Harry Carey, Jr.    | Pop Dawson                     |
| Gregg Palmer        | John Goodfellow                |
| Dean Smith          | James William "Kid" Duffy      |
| Robert Warner       | Will Fain                      |
| Jeff Wingfield      | Billy Devries                  |
| Everett Creach      | Walt Devries                   |
| Virginia Capers     | Delilah                        |
| Hank Worden         | Hank                           |
| Ethan Wayne         | Little Jake McCandles          |
| William Walker      | Moses Brown                    |
| George Fenneman     | Verteller                      |
| Tom Hennesy         | Mr. Sweet                      |